# Stanisław Jasiukiewicz
Stanisław Jasiukiewicz né le 14 mai 1921 à Postawy, Pologne (maintenant Pastavy, Biélorussie) et mort le 27 juin 1973 à Varsovie, est un acteur de cinéma et de théâtre polonais.

## Filmographie partielle
au cinéma
- 1950 : La Ville indomptée : un soldat
- 1954 : Cellulose : l'ouvrier Bolesław Gąbiński
- 1954 : Sous l'étoile phrygienne : l'ouvrier Bolesław Gąbiński
- 1956 : L'Ombre : un soldat
- 1960 : Les chevaliers teutoniques : Ulrich von Jungingen
- 1961 : Mère Jeanne des anges : Chrzaszczewski
- 1972 : Si loin, si près d'ici : le capitaine de milice
- 1974 : Plus fort que la tempête : Augustyn Kordecki

## Télévision
série
- 1966 : Czterej pancerni i pies